# Rhizoecus vidanoi
Rhizoecus vidanoi är en insektsart som först beskrevs av Marotta och Tranfaglia 1995.  Rhizoecus vidanoi ingår i släktet Rhizoecus och familjen ullsköldlöss. Inga underarter finns listade i Catalogue of Life.